# Constant Bilocq
Constant Bilocq (* 10. August 1912 in Châtillon; † 12. Februar 1945 im KZ Mittelbau-Dora) war ein belgischer römisch-katholischer Geistlicher und Märtyrer.

## Leben
Constant Bilocq entstammte einer Landwirtsfamilie in Châtillon (heute Ortsteil der Gemeinde Saint-Léger) südwestlich von Arlon. Er absolvierte das Gymnasium in Bastogne und das Priesterseminar in Namur und wurde 1940 zum Priester geweiht. Dann war er Vikar in Longlier (heute Ortsteil von Neufchâteau).
Während der Besetzung durch das nationalsozialistische Deutschland unterstützte er den Widerstand. Am 7. September 1942 wurde er verhaftet. Er kam im März 1943 in das KZ Esterwegen und am 13. Mai 1943 in das Gefängnis Hameln. Am 27. April 1944 wurde er nach Groß-Strehlitz und im Oktober 1944 in das KZ Groß-Rosen transportiert. Zusammen mit Pierre Albert Gilles Davignon wurde er vor der anrückenden Sowjetarmee in das KZ Mittelbau-Dora bei Nordhausen verlegt, starb auf dem Transport im offenen Viehwaggon am 12. Februar 1945 im Alter von 32 Jahren und kam tot in Nordhausen an.